# Marquesado de Winchester
El marquesado de Winchester ((en inglés) Marquess of Winchester), título de la nobleza de Inglaterra concedió, el 11 de octubre de 1551, por el rey Eduardo VI, para Sir William Paulet, hijo de Sir John Paulet, terrateniente del Basing Castle en Hampshire, nieto de Constance Poynings, herederos de los barones Poynings.
El VI marqués, se casó con Mary Scrope, ilegítima del conde de Sunderland
con la que tuvo el II duque de Bolton.

## Galería

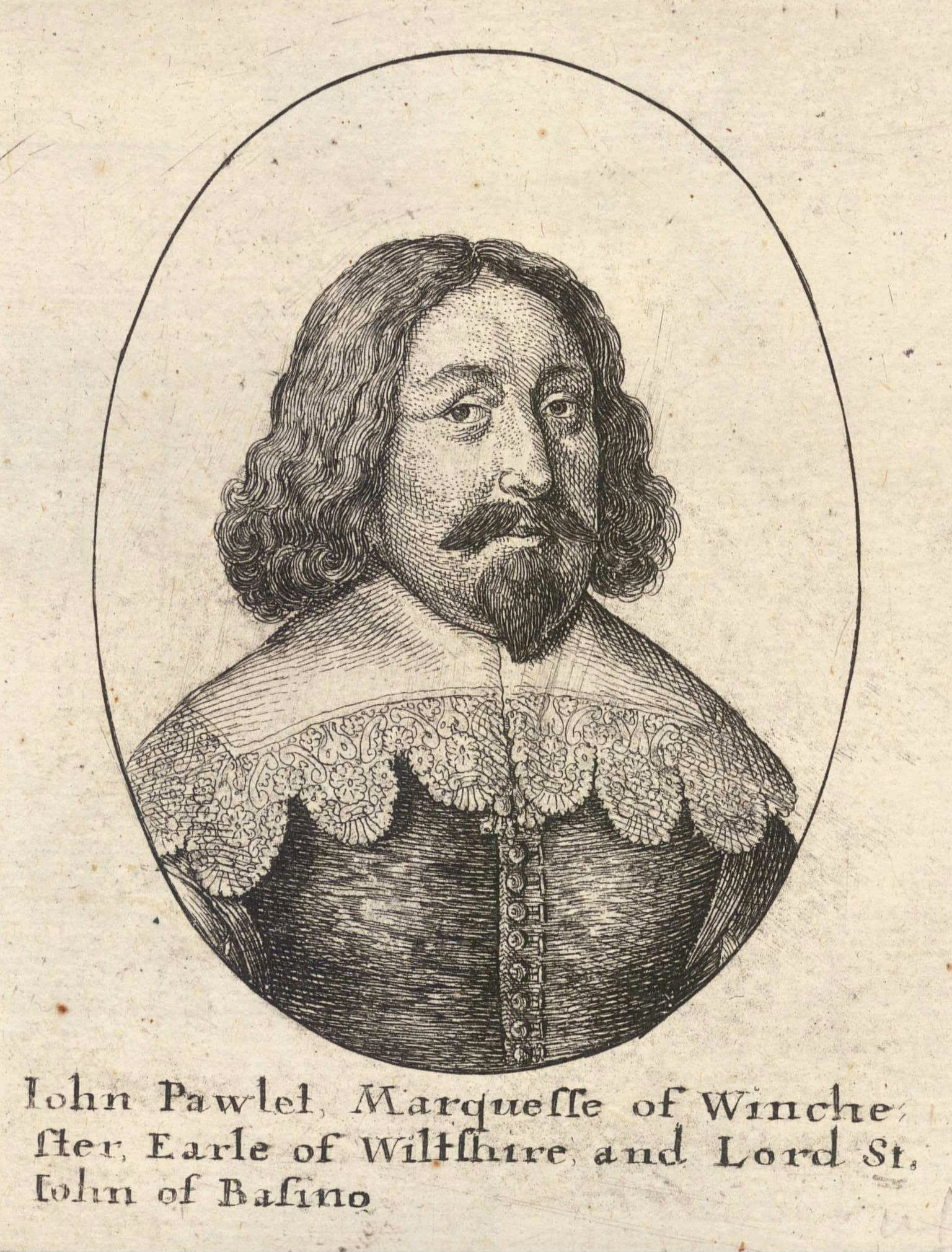
El V marqués de Winchester
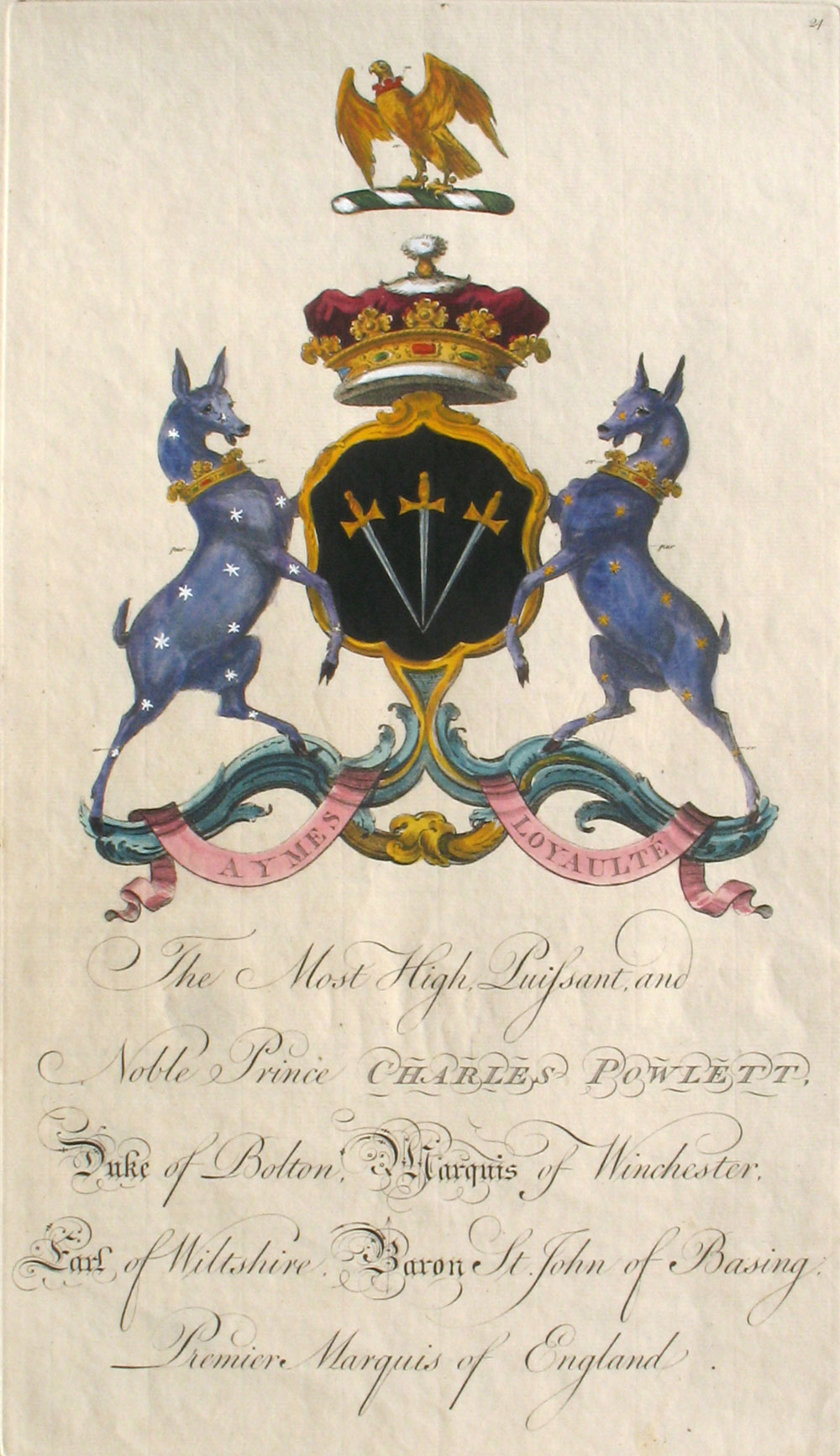
Armas del IX marqués, V duque de Bolton
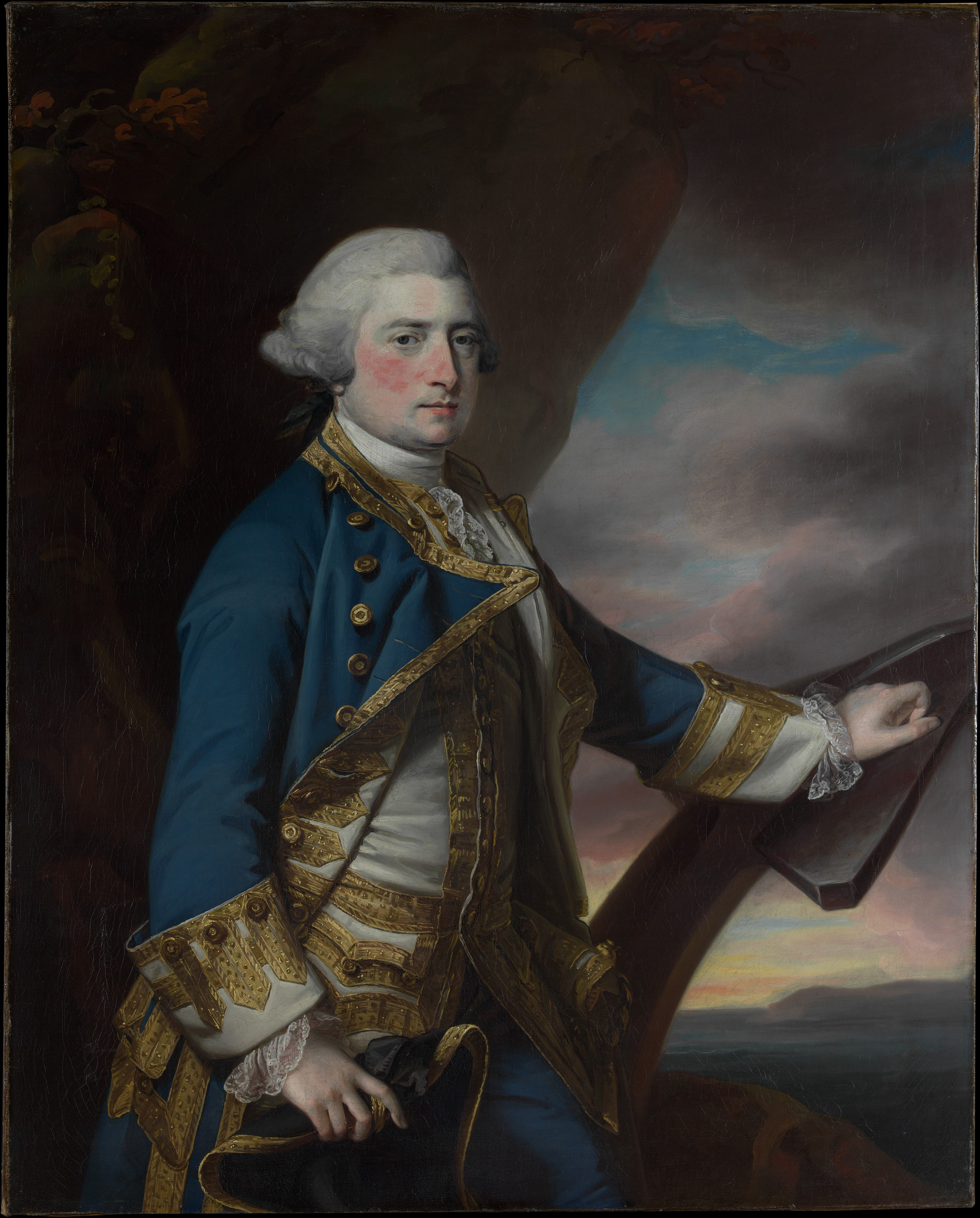
El X marqués, VI duque de Bolton
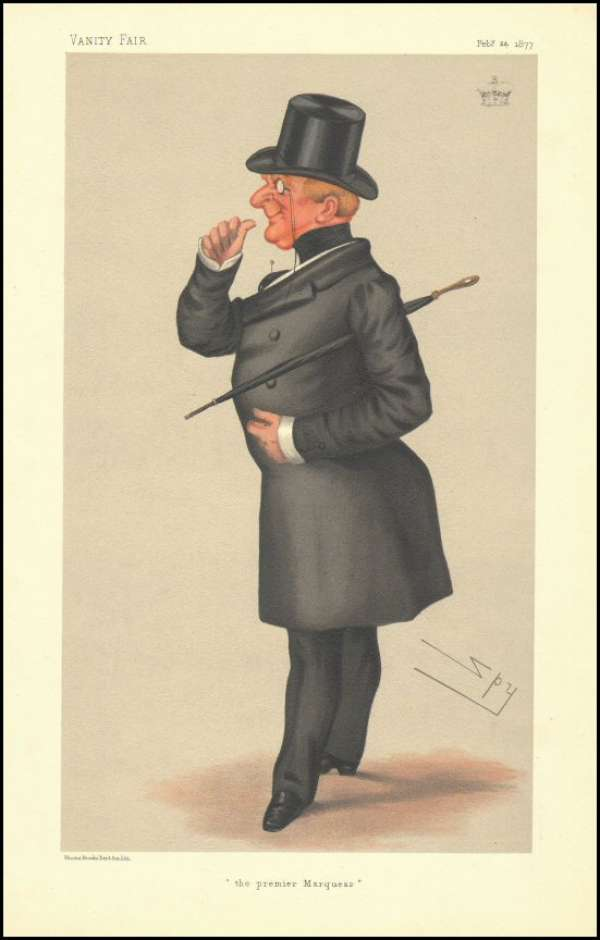
El XIV marqués de Winchester
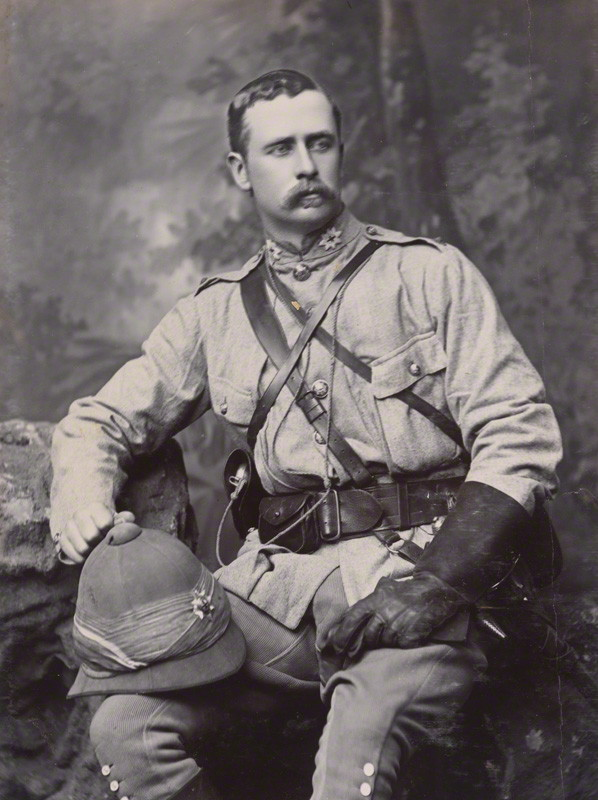
El XV marqués de Winchester
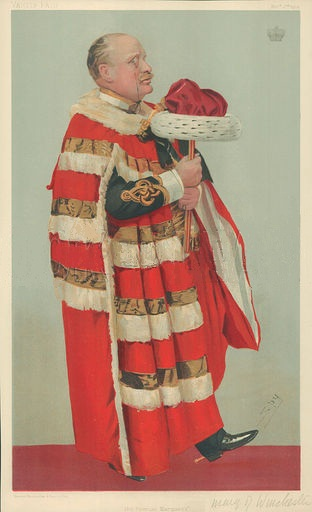
El XVI marqués de Winchester